# Книппер, Лев Константинович
Лев Константи́нович Кни́ппер (21 ноября [3 декабря] 1898, Тифлис, Российская империя — 30 июля 1974, Москва, СССР) — советский композитор. Народный артист РСФСР (1974). Лауреат двух Сталинских премий второй степени (1946, 1949).

## Биография
Родился 21 ноября (3 декабря) 1898 года в Тифлисе (ныне — Тбилиси) в семье инженера-железнодорожника, «причисленного к Министерству путей сообщения», действительного статского советника (с 14 апреля 1913 года), впоследствии начальника технического управления Министерства путей сообщения в правительстве адмирала Колчака Константина Леонардовича Книппера. Этнический немец. Был крещён по евангелически-лютеранскому обряду; к православию присоединён в 17-летнем возрасте, 24 июня 1916 года, «вследствие проявленного им решительного желания».
Племянник великой русской актрисы Ольги Книппер-Чеховой и известного тенора Владимира Нардова, родной брат знаменитой немецкой актрисы Ольги Чеховой.
В Гражданскую войну воевал в Белой армии, служил в 6-й батарее 2-го конно-артиллерийского дивизиона, подпоручик. Был эвакуирован в 1920 году из Крыма с остатками армии барона Врангеля.
С 1922 года — в Москве. С 1923 года — член Ассоциации современной музыки. Вёл творческую и пропагандистскую работу в РККА.
Был агентом НКВД, чему несомненно способствовало то, что он одинаково свободно владел родными для него русским и немецким языками. В начале 1920-х гг. его направили в Берлин, официально для продолжения музыкального образования. Как подтвердил в своих мемуарах Павел Судоплатов, не позднее 1923 года Лев Книппер завербовал проживавшую в Германии родную сестру Ольгу Чехову в ряды агентов советской внешней разведки.
С 1932 года после возвращения на родину — инструктор по массовой работе Особой Краснознамённой Дальневосточной армии. С 1933 года выступает как дирижёр. С 1936 года — руководитель музыкальной части Театра народов Востока.
Постоянно выполнял поручения спецслужб в качестве действующего агента. Работал в 1940 году в присоединённых территориях Польши по фильтрации и выявлению вражеской агентуры.
Осенью 1941 года вернулся из альпинистского лагеря в Москву. Руководитель советской разведки Павел Судоплатов вспоминал:
«В октябре 1941 года Москве грозила серьёзная опасность, Берия приказал нам организовать разведывательную сеть в городе после захвата его немцами. <…> Одной руководил мой старый приятель с Украины майор Дроздов. Он должен был в случае занятия Москвы поставлять лекарства немецкому командованию и войти к нему в доверие. <…> мы создали ещё одну автономную группу, которая должна была уничтожить Гитлера и его окружение, если бы они появились в Москве после её взятия. Эта операция была поручена композитору Книпперу, брату Ольги Чеховой, и его жене Марине Гариковне. Руководить подпольем должен был Федотов — начальник Главного контрразведывательного управления НКВД».
Автор симфонических произведений, в том числе 4-й симфонии «Поэма о бойце-комсомольце» (1934), в которую вошла его знаменитая песня «Полюшко-поле». Кроме того, автор музыки опер «Северный ветер» (1930), «На Байкале» (1948), «Маленький принц» (1964), балета «Красавица Ангара» (совместно с Бау Ямпиловым, поставлен в 1959 году Бурятским театром оперы и балета), свыше 20 симфоний, музыки к кинофильмам и театральным спектаклям (среди прочих — таировская «Оптимистическая трагедия» в Камерном театре).
Он также изучал народную музыку в среднеазиатских республиках: Туркмении, Киргизии и Таджикистане, — записал таджикские (около 150), киргизские, туркменские, курдские, ассирийские народные песни и наигрыши, около 80 бурятских напевов.
Умер 30 июля 1974 года в Москве. Похоронен на Новодевичьем кладбище.

## Спорт
Занимался теннисом.
В 1929 году посетил Сванетию, после чего серьёзно увлёкся альпинизмом.
«Вернувшись в Москву, я был навсегда „отравлен“ горами и теми, несколько неожиданными для меня, ресурсами физических и духовных сил, о существовании которых я даже в себе и не подозревал. И думаю, что главное в альпинизме (для меня во всяком случае) — не покорение вершин, а покорение самого себя…» — вспоминал Л. Книппер. С тех пор при первой возможности он выезжал в горы, покорил многие вершины Кавказа, несколько сезонов работал инструктором в альплагерях «Рот-Фронт», «Локомотив» и «Большевик».
В качестве инструктора РККА тренировал красноармейцев, занимался горнолыжным спортом.

## Семья
Первая жена — Любовь Сергеевна Залесская (1906—1979, брак 1930), ландшафтный архитектор.
- Сын — Андрей Львович Книппер (1931—2010), геофизик, академик РАН.

Вторая жена — Марина Гариковна Меликова, сотрудник ОГПУ.
- Сын — Андрей (род. 1939).

Третья жена — Татьяна Алексеевна Гайдамович (1918—2005), виолончелистка, педагог, доктор искусствоведения.

## Награды и премии
- Сталинская премия второй степени (1946) — за серенаду для струнного оркестра
- Сталинская премия второй степени (1949) — за сюиту «Солдатские песни» для симфонического оркестра[5][6]
- Государственная премия РСФСР имени М. И. Глинки (1972)
- заслуженный деятель искусств Бурятской АССР (1958)
- заслуженный деятель искусств РСФСР (1968)
- народный артист РСФСР (1974)
- орден «Знак Почёта» (24.12.1959)
- медали

## Сочинения

### Для оркестра

#### Симфонии
- Симфония № 1 соч. 13, 1926
- Симфония № 2 «Лирическая» соч. 30, 1929
- Симфония № 3 «Дальневосточная», для солистов, мужского хора и духового оркестра на слова В. Гусева соч. 32, 1932
- Симфония № 4 «Поэма о бойце-комсомольце» для солистов, хора и оркестра на слова В. Гусева соч. 41, 1933, 2-я ред. — 1965
- Симфония № 5 соч. 42, 1935
- Симфония № 6 «Красная конница» для солистов на народные слова соч. 47, 1936
- Симфония № 7 «Военная», 1937
- Симфония № 8, 1943
- Симфония № 9, 1944
- Симфония № 10 «Эпизоды Великой Отечественной войны», 1946
- Симфония № 11, 1949
- Симфония № 12, 1950
- Симфония № 13 «Памяти Николая Мясковского», 1952
- Симфония № 14 1954
- Симфония № 15 для струнного оркестра, 1962
- Симфония № 16 «Драматическая», 1968
- Симфония № 17 «К 100-летию со дня рождения В. И. Ленина» для солирующей виолончели и солистов на слова В. Маяковского и М. Крюковой, 1970
- Симфония № 18 «Камерная» для солиста на слова Н. Сингаевского, 1971
- Симфония № 19, 1971
- Симфония № 20 для солирующих скрипки и виолончели 1972
- Симфония № 21 «Симфонические танцы», 1974

#### Симфониетты
- Симфониетта «Тиль Уленшпигель» соч. 33, 1932
- Симфониетта № 1 для струнного оркестра, 1934
- Симфониетта № 2 для струнного оркестра, 1944
- Симфониетта «Горная серенада» для струнного оркестра, 1945
- Симфониетта в 4 частях, 1952
- Симфониетта № 3 , 1972

#### Сюиты
- Сюита «Сказка гипсового божка», 1925
- Сюита «Воспоминание» для скрипки с оркестром, 1932
- Сюита № 1, 1933
- Сюита № 2, 1933
- Сюита № 3 «Ванч», 1934
- Сюита «Бахи-Боло», 1935
- Танцевальная сюита № 1 1937
- Танцевальная сюита № 2 для симфоджаз-оркестра, 1947
- Сюита «Туркменские эскизы», 1939
- Сюита «Образы Туркмении», 1940
- Сюита «Маку» на иранские темы, 1942
- Сюита «Солдатские песни», 1946 — Сталинская премия 1949 года
- Сюита «Забайкальская Курумкан», 1947
- Сюита «Колхозные песни», 1949
- Сюита «Памир», 1951
- Сюита «Ала-Тоо», 1959

#### Симфоническая поэмы
- «На Перекопском валу», 1940
- «Песня о коннице», 1942
- «Симфонические рассказы о целине», 1960

#### Увертюры
- «25 лет РККА», 1944
- «Молодёжь», 1948
- «День Победы», 1955
- «Привет космонавтам», 1961

### Оперы
- «Кандид» (опера-балет) соч. 16, по одноимённой повести Вольтера 1927
- «Северный ветер», на либретто В. М. Киршона, реж. Л. В. Баратов (Музыкальный театр имени К. С. Станиславского), 1930
- «Города и годы», по роману К. А. Федина, 1931
- «Актриса», 1942
- «На Байкале» (Бурятский государственный академический театр оперы и балета), 1948; 2 ред. — 1958
- «Корень жизни», во второй редакции — «Сердце тайги», (Самарский академический театр оперы и балета), 1958
- «Мурат» (Кыргызский театр оперы и балета имени А. Малдыбаева), 1959
- «Маленький принц» (опера-поэма), по одноимённой сказкe А. де Сент-Экзюпери, 1965
- «Андрей Соколов» (опера-повест) на собственное либретто по повести Судьба человека М. Шолохова, 1967

### Балеты
- «Источник счастья» (Таджикский Театр оперы и балета им. С. Айни), 1951
- «Красавица Ангара», совм. с Б. Б. Ямпиловым (Улан-Удэ), 1959

### Вокально-симфонические
- Кантата «Весна», на слова Д. Седых, 1947
- Кантата «Дружба нерушима», на слова Г. Фере, 1954
- «Победная увертюра», на слова Ц. Солодаря
- «Подвиг» для солиста и оркестра на слова А. Красовского, (1955)

### Для инструментов с оркестром
- Шесть пьес для скрипки с оркестром соч. 31, 1932
- Три вариации для скрипки с оркестром соч. 31a, 1932
- Концерт № 1 для скрипки с оркестром, 1943
- Сонатина для скрипки со струнным оркестром, 1948
- Концертино для скрипки с оркестром, 1962
- Маленький концерт для скрипки с оркестром, 1964
- Концерт № 2 для скрипки с оркестром, 1965
- Концерт № 3 для скрипки с оркестром, 1967
- «Сказ» для виолончели, хора и оркестра, посвящённый создателям космических кораблей, [[1964 год в музыке|1964]
- Концерт для струнного квартета с оркестром, 1967
- Двойной концерт для трубы и фагота с оркестром, 1968
- Концерт для кларнета с оркестром, 1964
- Концерт для фагота с оркестром, 1970
- Четыре импровизации и кода для валторны с оркестром,
- Концерт-монолог для виолончели, духовых и литавр со струнным оркестром, (1962)
- Концерт-поэма для виолончели и ударных со струнным оркестром, 1969
- Двойной концерт для скрипки, виолончели и духовых со струнным оркестром, 1966
- Концерт-сюита для гобоя, струнного квинтета и ударных, 1966

### Камерная музыка
- Струнный квартет № 1, 1942
- Струнный квартет № 2, 1965
- Струнный квартет № 3, 1973
- 12 прелюдий для фагота и фортепиано, 1946
- 12 прелюдий для кларнета и фортепиано, 1946
- 5 пьес на таджикские темы для фотрепиано, 1936
- 3 пьесы для фортепиано, 1951
- Фортепианное трио № 1, 1967
- Фортепианное трио № 2, 1972

### Вокальные сочинения

#### Для голоса и фортепиано
- 1925 — Два романса на слова А. А. Блока
- 1935 — цикл «Про любовь»: 8 песен на слова A. С. Пушкина
- 1945 — «Пять массовых песен» на слова армейских поэтов
- 1945 — баллада «Белая хата» на слова армейских поэтов

#### Песни
- 1934 — «Полюшко-поле», на слова В. М. Гусева
- 1934 — «Почётный караул», на слова М. А. Светлова
- 1936 — «Песня звонкая», на слова В. Филиппова
- 1939 — «Походная кавалерийская» на слова Аркадия Ситковского
- 1942 — «Боевая песня», на слова О. Колычева
- 1942 — «Отомстим», на слова А. Высотина
- «Варежки» (детская), на слова Е. А. Долматовского
- «Почему медведь зимой спит?» (детская), на слова А. Коваленкова

#### Для хора
- 1936 — Три казачьи песни, слова народные
- 1938 — Три песни на слова Тараса Шевченко
- 1969 — «Ленину», на слова Владимира Маяковского

### Музыка к спектаклям
- 1925 — «Загмук», трагедия в 5 д. (о восстании рабов в Вавилоне) А. Г. Глебова, реж. Николай Волконский, худ. Иван Федотов / Малый театр
- 1932 — «Пятый горизонт», по пьесе Переца Маркиша, реж. Иосиф Толчанов, худ. Исаак Рабинович / Театр им. Вахтангова
- 1933 — «Оптимистическая трагедия», по пьесе Вс. Вишневского; реж. Александр Таиров, худ. Вадим Рындин / Камерный театр
- 1950 — «Сказка»

### Музыка к фильмам
- 1934 — Частная жизнь Петра Виноградова
- 1935 — Красная конница
- 1964 — Страницы бессмертия